# Debrunner Koenig
Debrunner Koenig ist ein Schweizer Grosshandelsunternehmen in den Bereichen Bewehrungen, Stahl & Metalle, Metall Service und Technische Produkte für Kunden in den Bereichen Bau, Industrie und Gewerbe. Die Unternehmensgruppe, deren Muttergesellschaft die Debrunner Koenig AG mit Sitz in St. Gallen ist, beschäftigt 1’330 Mitarbeitende und erwirtschaftete 2024 einen Umsatz von 993 Millionen Schweizer Franken.
Das Unternehmen entstand 1988 durch den Zusammenschluss der traditionsreichen St. Galler Debrunner-Gruppe, deren Wurzeln bis 1755 reichen, mit der Koenig-Gruppe. Seit 1997 gehört sie zur deutschen Klöckner & Co.

## Tätigkeitsgebiet
Die Unternehmensgruppe umfasst die vier Geschäftsbereiche Bewehrungen, Stahl & Metalle, Metall Service und Technische Produkte, zu denen die Unternehmen Debrunner Acifer, Debrunner Acifer Bewehrungen, Metall Service Menziken und Bewetec gehören.
Der Geschäftsbereich Bewehrungen beinhaltet sämtliche Bewehrungsstähle, ausgewählte Produkte aus der Bewehrungstechnik und Bewehrungszubehör. Der Geschäftsbereich Stahl & Metalle bedient die Unternehmensgruppe mit Stahl wie Stahlträgern, Profilen, Blechen sowie Metallen und bietet dafür verschiedene Anarbeitungsdienstleistungen. Der Bereich Metall Service bietet mit seinen hochwertigen Stahl und Aluminium- und Metall-Servicecentren einen wichtigen Versorgungsbeitrag in der Schweizer Maschinenindustrie. Der dritte Geschäftsbereich Technische Produkte deckt weitere Bereiche des Baubedarfs und unserer Industrie- und Handwerkerkunden ab: Tiefbau, Wasser- und Gebäudetechnik, Befestigungstechnik, Werkzeuge, Maschinen und Arbeitsschutz.

## Geschichte
Die Wurzeln der Gruppe reichen bis 1755, als in St. Gallen die Hochreutiner'sche Eisenhandlung gegründet wurde. Das Geschäft wurde vier Generationen lang von der Familie Hochreutiner geleitet.
1862, nach Abbruch der direkten Erbfolge, übernahm Theodor Scherrer die Führung. Auf ihn folgte 1885 Jean Debrunner. Unter seiner Leitung expandierte das Unternehmen und wurde 1911 in Debrunner & Cie umbenannt. Die Kriegs- und Nachkriegsjahre setzten der durch die Industrialisierung blühenden Konjunktur ein jähes Ende.
1930 wurde aus der bisherigen Kommanditgesellschaft eine Aktiengesellschaft. Diese ging mit Henri Debrunner und Max Scherrer, den Söhnen der beiden vorgängigen Unternehmensleitern, an die nächste Generation weiter. Der sich nach Krisenjahren zaghaft erholende Stahl- und Eisenwarenhandel erlitt mit dem Ausbruch des Zweiten Weltkrieges wieder einen Rückschlag.
Mit den Nachkriegsjahren und dem darauf folgenden starken Wirtschaftsaufschwung wuchs Debrunner über vier Jahrzehnte lang zu einer landesweit tätigen Unternehmensgruppe an. 1988 schlossen sich die Debrunner-Gruppe und die Koenig-Gruppe zusammen. Die bisherige Debrunner AG wurde hierbei als operative Konzerntochter weitergeführt. Diese erwarb 1996 die Acifer-Gruppe, woraus die Debrunner Acifer AG entstand, und in der Folge weitere regional tätige Unternehmen.
Ende 2005 übernahm das Unternehmen von der Alu Menziken Holding deren Geschäftseinheit Metall Service. Diese wurde als eigenständige Division Metalle in den Debrunner-Koenig-Konzern eingegliedert und firmiert heute als Metall Service Menziken AG.
2008 wurde die auf Verbindungs-, Befestigungs- und Verschlusstechnik spezialisierte Tochtergesellschaft Koenig Verbindungstechnik AG im Rahmen eines Management-Buy-outs aus der Debrunner Koenig Holding herausgelöst und an die Schweizer Private-Equity-Gesellschaft Capvis verkauft.
Die Firma Koenig Feinstahl AG hat Ende 2015 ihre Tätigkeit für die metallverarbeitende Industrie wie wertsteigernde Zuschneide-, Lagerhaltungs- und Distributionsleistungen eingestellt.